# Raúl Mendez
Raúl Méndez, né le 11 avril 1975 à Torreón, est un acteur mexicain.

## Biographie
Raúl Méndez étudie les arts dramatiques au Centre pour Arts de Monterrey et à La Maison du Théâtre avec Luis de Tavira entre 1994 et 1999. Il a travaillé dans de nombreuses productions théâtrales. En 2005, il est nommé pour son travail sur Ariel Matando Cabos. La même année, il incarne un antagoniste machiavélique dans le film d'aventure La Légende de Zorro, avec Antonio Banderas et Catherine Zeta-Jones.
Jouant essentiellement dans des films mexicains, c'est à la télévision qu'il est connu aux États-Unis. Dans la série Sense8, il obtient un rôle récurrent le temps de six épisodes. Dans Narcos, il prête ses traits à l'ex-Président César Gaviria Trujillo.
En 2017, il joue dans Miguel une série Israélienne présentée à Canneseries.
En 2018, il retrouve Catherine Zeta-Jones pour le biopic La Reine des cartels sur la baronne de la drogue Griselda Blanco.

## Filmographie sélective
- 2001 : In the Time of the Butterflies de Mariano Barroso : Pedrito
- 2002 : Fidel de David Attwood : Rodríguez
- 2004 : Matando Cabos de Alejandro Lozano : Botcha
- 2005 : La Légende de Zorro de Martin Campbell : Ferroq
- 2010 : Las Aparicio de Moisés Ortiz Urquidi et Rodrigo Curiel : Manuel
- 2012 : Cristeros de Dean Wright : Miguel Gómez Loza
- 2012 : Paramédicos (es) (série télévisée) : Damián Molina
- 2013 : No sé si cortarme las venas o dejármelas largas de Manolo Caro : Aarón
- 2015 - 2016 : Narcos de Chris Brancato, Carlo Bernard et Doug Miro : César Gaviria Trujillo
- 2015 - 2017 : Sense8 de Lana et Lilly Wachowski : Joaquín
- 2016 : La viuda negra de Yesmer Uribe et Gustavo Bolívar : El Diablo
- 2018 : La Reine des cartels (Cocaine Godmother) de Guillermo Navarro : Darío Sepúlveda
- 2023 : The Black Demon d'Adrian Grunberg : El Rey